# The Lord of the Rings: The Return of the King
The Lord of the Rings: The Return of the King — компьютерная игра в жанре экшн по мотивам фильмов «Властелин колец: Две крепости» и «Властелин колец: Возвращение короля». Разработана EA Redwood Shores и выпущена Electronic Arts 31 октября 2003.

## Сюжет
| №                   | Название уровня    | Оригинальное название          | Персонаж                             | Задание | Босс |
| 1                   | Хельмова Падь      | Helm's Deep                    | Гэндальф                             | убивать орков и отстреливаться | |
| Дорога волшебника 1 | Дорога на Изенгард | Road to Isengard               | Гэндальф                             | убивать орков и помочь энтам сломать плотину | Плотина. Есть два способа её разрушить: убивая лучников, которые атакуют энтов, либо с помощью стрел.                                                       |
| Дорога волшебника 2 | Минас Тирит. Стены | Minas Tirith — Top of the wall | Гэндальф                             | оборонять стены от орков и уничтожать осадные башни, затем бежать к воротам                                                                                    | |
| Дорога волшебника 3 | Минас Тирит. Двор  | Minas Tirith — Cortyard        | Гэндальф                             | спасти 200 человек | |
| Дорога короля 1     | Путь мёртвых       | Path of Dead                   | Арагорн, Леголас или Гимли           | убивать призраков | |
| Дорога короля 2     | Король мёртвых     | King of Dead                   | Арагорн, Леголас или Гимли           | убить короля мёртвых, затем сбежать, попутно сражаясь с призраками                                                                                             | Король мертвых. Когда он отдыхает надо атаковать его. При определенном количестве урона вызывает бойцов или наколдовывает ветер.                            |
| Дорога короля 3     | Южные Ворота       | The Southern Gates             | Арагорн, Леголас или Гимли           | открыть Южные Ворота, для этого нужно сражаться с орками, троллями и мумаками                                                                                  | |
| Дорога короля 4     | Пеленнорские Поля  | Pelennor Fields                | Арагорн, Леголас или Гимли           | сначала убить 60 истерлингов, затем защитить Эовин и Мерри от мумаков и Короля-Чародея, пока его крылатая тварь не будет подбита                               | Ангмарский Король-Чародей. Появляется после убийства мумаков. Нужно сбить его крылатую тварь с помощью стрел, после чего его пешим убьет Эовин в кат-сцене. |
| Дорога хоббитов 1   | Побег из Осгилиата | Escape from Osgiliath          | Сэм                                  | бежать из Осгилиата, попутно убивая орков и не попадая в поле зрения назгула                                                                                   | |
| Дорога хоббитов 2   | Логово Шелоб       | Shelobs Lair                   | Сэм                                  | Добраться до Шелоб, попутно убивая пауков и орков, а затем победить Шелоб                                                                                      | Шелоб. Когда отдыхает, атакуйте её. Когда Сэм отрежет ей глаз, ноги и проткнет мечом живот, убегает, после чего уровень кончается.                          |
| Дорога хоббитов 3   | Кирит Унгол        | Cirith Ungol                   | Сэм                                  | сначала убить 80 орков, затем идти в башню, в башне убить Горбага                                                                                              | Горбаг. Чтобы атаковать, лишите его щита и меча. Уязвим лишь к копьям, которыми можно разоружить.                                                           |
| предпоследний       | Чёрные Врата       | The Black Gates                | Гэндальф, Арагорн, Леголас или Гимли | сначала победить Голос Саурона, затем убить 6 орков-капитанов и чёрных орков с 2 булавами, потом убить 3 назгулов, не забывая прикрывать товарищей по команде. | |
| последний           | Роковая Гора       | Crack of Doom                  | Фродо Бэггинс                        | победить Голлума | Голлум. Когда отдыхает, столкните его с уступа. После его смерти кончается основной сюжет.                                                                  |
| дополнительный      | Палантир Сарумана  | Palantir of Saruman            | любой                                | пережить 20 атак в лице мертвых и урук-хай | |
| дополнительный      | Палантир Саурона   | Palantir of Sauron             | любой                                | пережить 20 атак в лице орков и истерлингов | |

## Оценка
| Сводный рейтинг       | Сводный рейтинг | Сводный рейтинг | Сводный рейтинг | Сводный рейтинг | Сводный рейтинг |
| Издание               | Оценка          | Оценка          | Оценка          | Оценка          | Оценка          |
| Издание               | GBA             | GC              | PC              | PS2             | Xbox            |
| --------------------- | --------------- | --------------- | --------------- | --------------- | --------------- |
| GameRankings          | 78,69 %         | 83,85 %         | 78,52 %         | 84,78 %         | 84,34 %         |
| Metacritic            |                 | 84/100          | 78/100          | 85/100          | 84/100          |
| Иноязычные издания    |                 |                 |                 |                 |                 |
| Издание               | Оценка          | Оценка          | Оценка          | Оценка          | Оценка          |
| Издание               | GBA             | GC              | PC              | PS2             | Xbox            |
| 1UP.com               |                 |                 |                 | A-              |                 |
| GameSpot              |                 |                 |                 | 8,0/10          |                 |
| IGN                   |                 |                 |                 | 8,9/10          |                 |
| PC Gamer (UK)         |                 |                 | 85 %            |                 |                 |
| Русскоязычные издания |                 |                 |                 |                 |                 |
| Издание               | Оценка          | Оценка          | Оценка          | Оценка          | Оценка          |
| Издание               | GBA             | GC              | PC              | PS2             | Xbox            |
| «Домашний ПК»         |                 |                 | [ 11 ]          |                 |                 |

Игра получила положительные отзывы.